# برونو گرزلی
برونو گرزلی (انگلیسی: Bruno Gerzeli; ۳ اکتبر ۱۹۲۵ – ۸ نوامبر ۱۹۸۲) بازیکن فوتبال اهل ایتالیا بود.
از باشگاه‌هایی که در آن بازی کرده‌است می‌توان به باشگاه فوتبال سالرنیتانا، باشگاه فوتبال یووه استابیا، باشگاه فوتبال ونتزیا، و باشگاه فوتبال آنکونا اشاره کرد.